# Kai Compagner
Kai Maarten Compagner (Delft, 17 de julio de 1969) es un deportista neerlandés que compitió en remo.
Ganó dos medallas de plata en el Campeonato Mundial de Remo entre los años 1994 y 1995.
Participó en dos Juegos Olímpicos de Verano, en los años 1992 y 1996, ocupando el octavo lugar en Barcelona 1992, en la prueba de dos sin timonel.

## Palmarés internacional
| Campeonato Mundial | Campeonato Mundial            | Campeonato Mundial | Campeonato Mundial |
| Año                | Lugar                         | Medalla            | Prueba             |
| ------------------ | ----------------------------- | ------------------ | ------------------ |
| 1994               | Indianápolis (Estados Unidos) | Medalla de plata   | Ocho con timonel   |
| 1995               | Tampere (Finlandia)           | Medalla de plata   | Ocho con timonel   |